# Llista d'episodis de Jet Lag
Jet Lag és una comèdia de situació ideada per la companyia de T de Teatre i Cesc Gay sobre la vida quotidiana de cinc dones al voltant de la trentena. Fou emesa des del 2 d'octubre de 2001 fins al 25 de juny de 2006 per TV3; posteriorment fou reemesa pel Canal 300, el 3XL i El 33. La sèrie està formada per 81 episodis de mitja hora de duració, dividits en sis temporades. Les cinc primeres amb 13 capítols cadascuna i l'última amb 16. La segona i la tercera temporades es van emetre seguides. Hi va haver capítols que es van emetre en temporades diferents a la seva, com el 12 i el 52. Tingué com a guionistes Míriam Iscla, Eva Mor, Roger Rubio, Joan Tharrats, Sergi Pompermayer, David Plana i Albert Espinosa.

## Temporades
| Temporada | Temporada | Episodis | Estrena              | Final                | Audiència (espectadors) | Quota d'audiència |
| --------- | --------- | -------- | -------------------- | -------------------- | ----------------------- | ----------------- |
|           | 1         | 13       | 2 d'octubre de 2001  | 1 de gener de 2002   | 691.000                 | 27,4%             |
|           | 2         | 13       | 2 d'octubre de 2002  | 4 de febrer de 2003  | 615.000                 | 22,8%             |
|           | 3         | 13       | 11 de febrer de 2003 | 13 de maig de 2003   | 674.000                 | 25,0%             |
|           | 4         | 13       | 20 d'abril de 2004   | 13 de juliol de 2004 | 704.000                 | 26,0%             |
|           | 5         | 13       | 19 d'octubre de 2004 | 8 de febrer de 2005  | 775.000                 | 27,3%             |
|           | 6         | 16       | 19 de febrer de 2006 | 25 de juny de 2006   | 478.000                 | 16,2%             |

La sèrie s'emetia els dimarts excepte l'última temporada que es va emetre en diumenge.

## Llista d'episodis

### Primera Temporada
| # | Títol en català               | Direcció     | Guió     | Data d'estrena         |
| --- | ----------------------------- | ------------ | -------- | ---------------------- |
| 1 | «Conyac»                      | Jordi Frades | Cesc Gay | 2 d'octubre de 2001    |
| La Mariona arriba de Madrid per sorpresa, a casa de l'Esther, la seva germana; ha vingut a comprar-se el vestit pel casament. Mentrestant, l'Esther està molesta perquè el seu ex no la truca per felicitar-li l'aniversari. La Carla té ressaca i ha perdut la memòria; ahir va sortir, però... amb qui?, i què va fer? Sort que la Diana, la veïna, les aconsella. Finalment, la Mariona pren una decisió radical.                                     |                               |              |          |                        |
| 2 | «Cangurs»                     | Jordi Frades | Cesc Gay | 9 d'octubre de 2001    |
| La Sílvia ha de fer de cangur del fill d'una amiga; entre totes l'ajuden a fer pràctiques de maternitat amb l'ajuda d'un nino. Per altra banda, la Carla té diversos amants i és obligada a prendre una decisió. N'ha d'escollir un; quin serà l'afortunat? Actors convidats: Iñaki Rodaballo, Gorka Aguinagalde, Damià Plensa, Pi Piquer, Carmen Álvarez i Gerard Gay.                                                                                  |                               |              |          |                        |
| 3 | «Avorriment»                  | Jordi Frades | Cesc Gay | 16 d'octubre de 2001   |
| La Diana és convidada a un sopar d'ex-alumnes. Les altres li aconsellen com anar a un sopar d'aquests tipus. Mentrestant, la Sílvia i la Carla s'avorreixen i no saben què fer. L'Ester passa una crisi amb l'Andreu; està farta de tenir un nòvio, ella vol un amant. |                               |              |          |                        |
| 4 | «Bona nit, Mariona»           | Jordi Frades | Cesc Gay | 23 d'octubre de 2001   |
| La Sílvia té un caràcter de mil dimonis. A la feina l'adverteixen: o canvia o al carrer. L'Esther està molt contenta de tenir la seva germana a casa: la Mariona ha decidit no tornar a Madrid. Les coses, però, no seran pas fàcils entre elles. La Sílvia ha canviat i sembla una altra persona, però les coses van encara a pitjor i és despatxada. Actors convidats: Rosa Cadafalch, Marc Ripol, i la col·laboració especial de Rosa Gàmiz i Yllana. |                               |              |          |                        |
| 5 | «Cacaolat»                    | Jordi Frades | Cesc Gay | 6 de novembre de 2001  |
| L'Esther i la Carla fan una aposta: han d'aconseguir que la Diana tingui una aventura; l'aparició d'un client al bar i l'ajuda d'una vident precipitaran les coses. Al mateix temps, la Sílvia té un somni eròtic amb la Mariona; més tard, és la Mariona la que té un somni eròtic amb la Sílvia. Com acabarà tot això? Actors convidats: José Corbacho i Cati Solivellas.                                                                              |                               |              |          |                        |
| 6 | «Confessions»                 | Jordi Frades | Cesc Gay | 13 de novembre de 2001 |
| La Sílvia, la Mariona, l'Esther, la Carla i també la Diana es preparen per un sopar. Fa 1 any que viuen juntes i han decidit celebrar-ho. Com qui no vol la cosa, es comencen a dir les veritats i a confessar els secrets. La nit acabarà malament. |                               |              |          |                        |
| 7 | «Pessigolles a l'estómac»     | Jordi Frades | Cesc Gay | 20 de novembre de 2001 |
| El Víctor, un amic de l'Esther, apareix per sorpresa; la Carla s'hi enamora a l'acte, encara que intenti evitar-ho. La Mariona i la Sílvia no surten de l'habitació des de fa tres dies: estan enamorades. Al mateix temps, al bar, la Diana, a la seva manera, substitueix a la Mariona. |                               |              |          |                        |
| 8 | «Xarop i magdalenes»          | Jordi Frades | Cesc Gay | 27 de novembre de 2001 |
| La Diana té mal de coll. L'Esther i la Carla intenten fer-li de metges. La cosa anirà a pitjor. A la vegada, la Sílvia i la Mariona han decidit tallar la seva relació sentimental. Les conseqüències seran imprevisibles. Actors convidats: Pep Miràs. |                               |              |          |                        |
| 9 | «Cacauets»                    | Jordi Frades | Cesc Gay | 25 de desembre de 2001 |
| A l'Esther la fan supervisora d'hostesses. Aquest canvi li complicarà la vida, especialment amb la Carla i la Sílvia. Un actor famós entra al bar, al mateix temps que la Diana aconsella la Mariona a pensar-se les coses dues vegades abans de fer-les. A l'actor li fa gràcia la Mariona. Actors convidats: Jordi Bosch i Palacios, Manel Fuentes, Albert Pérez, Imma Ochoa i Pere Ventura.                                                           |                               |              |          |                        |
| 10 | «T'acompanyo en el sentiment» | Jordi Frades | Cesc Gay | 11 de desembre de 2001 |
| La Diana rep una trucada: la seva amiga de l'ànima ha tingut un accident fatal. La Diana, encara que ho intenta, no recorda de qui estant parlant. D'altra banda, el Mario es confessa a l'Andreu sobre els seus sentiments vers l'Esther. Actors convidats: Rosa Morata, Jesusa Andany, Eli Iranzo, David Vert i Pere Romagossa. |                               |              |          |                        |
| 11 | «Diumenge»                    | Jordi Frades | Cesc Gay | 4 de desembre de 2001  |
| Per fi han obert a la ciutat un bordell per a dones. L'Esther, la Carla i la Diana hi van. La Mariona no, perquè està enamorada. L'únic problema és que no sap de qui. Actors convidats: Santi Millán, Pep Pla, Jacob Torres, Àlex Brendemühl, Toni González, Eduardo González, Jaume García Arija, Lali Barenys, Ramon Giné, Cristina Segarra i la col·laboració especial de Roger Coma i Joan Lluís Bozzo.                                             |                               |              |          |                        |
| 12 | «29+1»                        | Jordi Frades | Cesc Gay | 29 d'octubre de 2002   |
| La Carla ha perdut les lents de contacte i ho té clar: no vol sortir al carrer amb ulleres. És l'aniversari de la Mariona i ningú se'n recorda. L'Esther i l'Andreu han arribat al final de la seva relació. La Sílvia ha begut més del compte, i la Diana ha pres una decisió important: vol ser un home. Actors convidats: David Bages, Carles Cano i la col·laboració especial de Ramon Pellicer.                                                     |                               |              |          |                        |
| 13 | «Bibiana»                     | Jordi Frades | Cesc Gay | 1 de gener de 2002     |
| La Raquel, la mare de la Diana, es presenta per sorpresa i s'instal·la a casa seva. Per altra banda, totes volen anar de viatge i no saben on. Finalment, les cinc, amb mare inclosa, marxaran a Cuba. Actors convidats: Pepa Arenós, Marc Rodríguez, Inaki Rodaballo i la col·laboració especial de Mònica López. |                               |              |          |                        |

### Segona Temporada
| # | Títol en català   | Direcció                                       | Guió     | Data d'estrena         |
| --- | ----------------- | ---------------------------------------------- | -------- | ---------------------- |
| 14 | «Crisi»           | Mercè Carbonell & Sònia Sánchez                | Cesc Gay | 15 d'octubre de 2002   |
| La companyia aèria Fly Fly està passant una greu crisi econòmica i el seu director ha decidit fer una reducció de plantilla. La Sílvia s'erigeix en representant sindical de les seves companyes, la Carla utilitza totes les seves armes de seducció per mantenir el seu lloc de treball i l'Esther, a causa de la inseguretat que li provoca la situació, té una crisi d'ansietat. Per la seva banda, el Mario ha instal·lat al bar una màquina escurabutxaques, i la Diana, intentant demostrar a la Mariona el perill d'aquestes màquines, es converteix en una ludòpata. Actors convidats: Jordi Bosch, Eli Iranzo, Daniel Casanovas i Jordi Gracia.                               |                   |                                                |          |                        |
| 15 | «Estrès»          | Mercè Carbonell & Sònia Sánchez                | Cesc Gay | 22 d'octubre de 2002   |
| La Carla, la Sílvia i l'Esther s'han quedat a l'atur. La Carla decideix trobar una feina millor de la que tenia. La Sílvia decideix prendre's un any sabàtic i dedicar-lo als seus hobbies. L'Esther no sap estar sense fer d'hostessa, encara que sigui a casa. La Mariona es converteix en la golejadora de l'equip de futbol sala femení del barri. La Diana s'ha enamorat d'un paleta al qual segueix allà on treballa, convençuda que ell també la correspon. Actors convidats: Jordi Bosch, Jordi Martínez i Lulú Palomares i la col·laboració especial de Núria Hosta i Anna Azcona.                                                                                             |                   |                                                |          |                        |
| 16 | «Passatger 22»    | Mercè Carbonell & Sònia Sánchez                | Cesc Gay | 5 de novembre de 2002  |
| L'Esther i la Sílvia es troben amb un passatger extremadament desagradable, maleducat, cridaner, malcarat i insuportable que els està donant el viatge. Fartes d'aguantar-li tants insults, li planten cara i l'home, al mig de la discussió, té un infart en ple vol. La Diana decideix anar a un dentista que fa neteges de boca gratuïtes, però no li sortirà tan barat com ella es pensa. La Carla estrena un vestit nou molt car i al bar del Mario se li enganxa un xiclet. La Mariona li diu que no pateixi, ella li el traurà. Actors convidats: Ricard Borràs, Pep Sais, Blanca Pàmpols, Jordi Cumellas, Sergi Galera, Dani Arrevola i Míriam Alemany.                         |                   |                                                |          |                        |
| 17 | «Mentides»        | Mercè Carbonell & Sònia Sánchez                | Cesc Gay | 12 de novembre de 2002 |
| La Mariona rep la visita del seu ex nòvio, que està molt content i a punt de casar-se amb una noia. La Mariona li diu que ella també està molt contenta amb el seu nòvio actual... el Mario. Però el Mario no serà l'única persona a qui la Mariona involucri amb les seves mentides. La Sílvia, per la seva part, serà víctima d'un enquestador sense escrúpols. Actors convidats: Eduard Farelo, Cati Solivellas, Carles Martínez i Anna Carbonell. |                   |                                                |          |                        |
| 18 | «Clausura»        | Mercè Carbonell & Sònia Sánchez                | Cesc Gay | 19 de novembre de 2002 |
| Un director de televisió ha triat el bar del Mario per rodar-hi l'anunci publicitari d'una nova marca de cerveses. Ja està tot preparat, només falta triar la noia que protagonitzarà l'anunci. A cap de les nostres protagonistes els fa gràcia aparèixer per la televisió, fins que s'assabenten que el noi de l'anunci serà... Javier Bardem. A partir d'aquest moment començarà una guerra entre totes elles per protagonitzar l'anunci i estar ben a prop del seu ídol. Actors convidats: Francesc Orella i Montse Germán. |                   |                                                |          |                        |
| 19 | «Em fas mal»      | Mercè Carbonell & Sònia Sánchez                | Cesc Gay | 3 de desembre de 2002  |
| La Mariona veu que el sofà, el lloc on ella dorm, ha desaparegut perquè l'Esther ha decidit fer-lo entapissar, i ha d'anar a viure amb la Diana. L'Esther s'adona que la Mariona s'apropa cada cop més a la Diana i s'allunya d'ella, i això li fa mal. A la Carla li fa mal una altra cosa: el peu que s'ha trencat per culpa de la Sílvia. La Sílvia, per compensar la Carla, decideix tenir-ne cura mentre estigui de baixa. Però a vegades és pitjor el remei que la malaltia. Actors Convidats: Elisenda Ribas i Jordi Coromina. |                   |                                                |          |                        |
| 20 | «Neteja»          | Mercè Carbonell & Sònia Sánchez                | Cesc Gay | 10 de desembre de 2002 |
| L'Esther està farta de fer totes les feines de casa i vol agafar una dona de fer feines. Les altres no hi estan gaire d'acord, però un cop la tenen estan encantades amb ella perquè ho fa tot millor que l'Esther. En canvi, l'Esther cada cop li troba més defectes. La Carla, per la seva banda, està passant un moment vital molt baix. Veu que no ha arribat a ser res del que volia i se sent fracassada. Actors convidats: Anna Lizaran, Alba Solà, Eli Iranzo i Mònica Ballesteros. |                   |                                                |          |                        |
| 21 | «Obsessions»      | Mercè Carbonell & Sònia Sánchez                | Cesc Gay | 17 de desembre de 2002 |
| La Sílvia està a punt de rebre la visita d'una antiga professora seva que s'ha convertit en una novel·lista de renom mundial i a qui admira profundament des de la infantesa. Però els mites poden caure... La Mariona diu sense cap problema que ella mai no ha llegit un llibre i promet que no en pensa llegir mai cap, però una nit que no pot dormir obre un llibre i... ja no el pot deixar. L'Esther s'obsessiona a buscar un filferro per tancar la bossa del pa que ha perdut no sap com. I la Diana ha obert una línia de telèfon eròtic. Té un client fix que la truca cada dia i la seva veu li sona molt. Serà el Mario? O potser l'Andreu? Actriu convidada: Rosa Novell. |                   |                                                |          |                        |
| 22 | «Maduresa»        | Mercè Carbonell & Sònia Sánchez                | Cesc Gay | 24 de desembre de 2002 |
| La Sílvia té una crisi perquè pren consciència de la seva edat. De cop se sent gran, i això no li agrada gens. Al Mario se li ha espatllat la nevera del bar i no té diners per comprar-ne una de nova. La Mariona i la Diana decideixen ajudar-lo a obtenir els diners fent-se... donants d'òvuls. (repartiment en curs) Actors convidats: Teresa Sànchez, Ernesto Collado, Amanda Baqué, Mireia Izquierdo i Mercè Puy. |                   |                                                |          |                        |
| 23 | «La roba bruta»   | Mercè Carbonell & Sònia Sánchez                | Cesc Gay | 7 de gener de 2003     |
| La Sílvia està mantenint una relació amb una dona casada. A l'Esther li fa gràcia un home que coneix a la bugaderia. L'Andreu es penja d'una dona que coneix al bar del Mario. I la Diana i la Mariona es passen tot el dia mirant els programes de televisió d'una plataforma digital. Actors Convidats: Rosa Gàmiz, Santi Ricart, Pedro Gutierrez, Eli Iranzo, Mari Pau Pigem i Oriana Bonet. |                   |                                                |          |                        |
| 24 | «Ens casem»       | Mercè Carbonell & Sònia Sánchez                | Cesc Gay | 24 de gener de 2003    |
| L'Esther dona un ultimàtum a l'Andreu: o es casen, o tallen. La raó? S'ha quedat embarassada. Sembla que tot hagi de ser molt fàcil, però no ho serà gens. La Diana decideix reclamar els diners d'una factura de telèfon que no és seva. Ben aviat es veurà immersa en una aventura impensable.Actors Convidats: Albert Pérez, Cesca Pinón, Marta Belmonte, Laura i Anahi Jaumeandreu i la col·laboració de Joan Corbella. |                   |                                                |          |                        |
| 25 | «Destins»         | Jordi Frades & Mercè Carbonell & Sònia Sánchez | Cesc Gay | 28 de gener de 2003    |
| La Mariona s'enamora d'un biòleg... 25 anys més gran que ella. L'Esther està organitzant totes les obres del nou pis que s'ha comprat amb l'Andreu. L'Andreu només s'encarrega de buscar el capçal del llit. La Sílvia té vols durant tota la setmana a Nova York. La Carla els té a Nova Delhi. La Diana té jet lag: segueix l'horari d'àpats de Nova York i també el de Nova Delhi. Actor convidat: Lluís Marco. |                   |                                                |          |                        |
| 26 | «Visca els nuvis» | Jordi Frades & Mercè Carbonell                 | Cesc Gay | 4 de febrer de 2003    |
| Ha arribat el gran dia. L'Andreu i l'Esther es casen! La Mariona serà la padrina de noces; la Sílvia i la Diana, les encarregades d'organitzar el comiat de soltera. I la Carla prou feina té triant quin vestit durà al casament. Però..., realment serà el dia més feliç de les seves vides? Actors convidats: Pere Romagosa, Manel Bartomeus i Consol Solé i la col·laboració especial de Francesc Lucchetti. |                   |                                                |          |                        |

### Tercera Temporada
| # | Títol en català             | Direcció         | Guió     | Data d'estrena       |
| --- | --------------------------- | ---------------- | -------- | -------------------- |
| 27 | «Taxi»                      | Jordi Frades     | Cesc Gay | 11 de febrer de 2003 |
| L'Esther i l'Andreu estan a punt d'anar de viatge de noces però l'han de suspendre perquè la Sílvia té un accident a casa i queda inconscient. La Carla agafa terror als accidents domèstics. La Mariona es va deixar el mòbil del Mario dins el cotxede la Sílvia. Ara no pot tornar el mòbil al Mario perquè no sap on va aparcar el cotxe la Sílvia. Sort que en aquests moments sempre apareix la Diana amb els seus coneixements de psicologia. Actors convidats: Eli Iranzo i Carles Romero. |                             |                  |          |                      |
| 28 | «Qui té por de Totó Tomàs?» | Jordi Frades     | Cesc Gay | 18 de febrer de 2003 |
| La Diana decideix llogar una habitació del seu pis perquè va curta d'euros i agafa el primer llogater que passa: un home jove que no parla i du una bossa d'esport plena de ganivets. Per la seva banda, l'Esther i l'Andreu ja tenen el pis arreglat... o això és el que ells creien. Tots junts viuran una veritable nit de terror. Actor convidat: Pepo Blasco. |                             |                  |          |                      |
| 29 | «Sinceri... què?»           | Jordi Frades     | Cesc Gay | 25 de febrer de 2003 |
| Una fuga en una canonada deixa sense aigua el pis de les noies durant uns quants dies. La Carla i la Sílvia no poden acostumar-se a viure sense aigua, però ho hauran de fer. La Diana i la Mariona s'enamoren totes dues de l'operari que ve a solucionar l'escapament. Però l'operari en qüestió no s'enamora precisament de qui totes poden pensar. Actors convidats: Paul Berrondo, Olga Fibla i Eduard Vandellós.                                                                             |                             |                  |          |                      |
| 30 | «Mal de ventre»             | Sense determinar | Cesc Gay | 4 de març de 2003    |
| La Carla i la Sílvia tenen cagarines per culpa d'una cosa en mal estat que van menjar. Estan convençudes que la culpa és del Mario, que cada cop té el bar més brut, i decideixen denunciar-lo a Sanitat. La Diana, per la seva banda, continua el seu idil·li amb el Margalef. Actors convidats: Paul Berrondo i Pep Miràs. |                             |                  |          |                      |
| 31 | «En destrucció»             | Sense determinar | Cesc Gay | 11 de març de 2003   |
| La Mariona, aprofitant que l'Esther i l'Andreu s'han comprat una càmera de vídeo, decideix gravar un curtmetratge trencador amb el qual vol passar a la posteritat. D'altra banda, la Carla i la Sílvia estan enganxades a un programa de televisió però no ho volen acceptar i la Diana, per trencar aquesta rutina televisiva, compra un Trivial. Però sembla que en un primer moment aquest canvi no convenç. Actors convidats: Jaume García Arija, Eli Iranzo, Antonio Calderón i Miquel Simó. |                             |                  |          |                      |
| 32 | «Carmina»                   | Sense determinar | Cesc Gay | 18 de març de 2003   |
| Des que l'Esther ha marxat de casa per viure amb l'Andreu les noies van més justes que mai. A contracor, decideixen llogar una habitació a una amiga del Mario. La noia en qüestió, la Carmina, és perfecta. Potser massa per al gust de les noies. L'Esther està obsessionada amb la tria d'un nom per a la seva futura filla i la Diana passa una temporada de bona sort. Actriu convidada: Mònica López i la col·laboració de Ruth Jiménez.                                                     |                             |                  |          |                      |
| 33 | «Ai, mama!»                 | Sense determinar | Cesc Gay | 25 de març de 2003   |
| L'Esther va de part i tothom s'ha de posar a la seva disposició. La Carla i la Sílvia són les encarregades de comprar-li la panereta; la Diana, joguines per al bebè, i la Mariona i l'Andreu s'ocuparan de fer-li costat durant el part. Però no tot ho trobaran tan fàcil com es pensaven. Actrius convidades: Rosa Cadafalch i Anabel Moreno. |                             |                  |          |                      |
| 34 | «1x2»                       | Sense determinar | Cesc Gay | 1 d'abril de 2003    |
| La Sílvia, la Diana i l'Andreu decideixen fer-se milionaris i la manera més fàcil, des del seu punt de vista, és fer una travessa. La Mariona té el colesterol pels núvols i ha de fer règim. I la Carla té un nòvio que, encara que ella no ho accepti, la fa anar per on vol. Actors convidats: Teresa Vallicrosa, Jofre Borràs i Edu Alonso. |                             |                  |          |                      |
| 35 | «Tibidabo»                  | Sense determinar | Cesc Gay | 8 d'abril de 2003    |
| La Carla surt amb un home separat que té un fill i comença a descobrir que els nens li agraden més del que ella es pensava. Per la seva banda, la Mariona vol convèncer la Sílvia perquè es facin un piercing totes dues. Actors convidats: Ramon Madaula, Daniel Casadellà, Dolo Beltrán i Olga Blanco. |                             |                  |          |                      |
| 36 | «Acampada»                  | Sense determinar | Cesc Gay | 15 d'abril de 2003   |
| Les noies estan fartes de fer el mateix cada cap de setmana però, gràcies a la Sílvia, aquest cap de setmana el passaran en una masia on podran gaudir de la vida a la muntanya. L'home del temps ha anunciat pluges torrencials, però elles estan segures que, com moltes vegades, s'equivocarà. Actor convidat: Pep Ferrer. |                             |                  |          |                      |
| 37 | «Cria pares»                | Sense determinar | Cesc Gay | 29 d'abril de 2003   |
| La Carla rep una visita inesperada: el seu pare. Després de molts anys sense veure's el pare li diu que li queda poc temps per estar amb ella. Totes es pensen que el pare de la Carla s'està morint, però la realitat és una altra molt menys trista. A part, hi ha dos veïns nous que són models i que les faran anar a totes de cul. Actors convidats: Mario Gas, Roger Coma i Ivan Morales. |                             |                  |          |                      |
| 38 | «La tornada»                | Sense determinar | Cesc Gay | 6 de maig de 2003    |
| L'Esther, que ha estat un mes a casa de la seva mare amb el seu fill, torna a casa. Però l'Andreu se sent ignorat perquè la seva dona no el té en compte per a res i decideix deixar-la. Mentre dura la crisi de parella, les altres noies s'hauran de fer càrrec del fill de l'Esther i adaptar la seva vida a les necessitats del bebè. Amb la col·laboració de Martina González. |                             |                  |          |                      |
| 39 | «L'últim sopar»             | Sense determinar | Cesc Gay | 13 de maig de 2003   |
| A la Carla li ofereixen la feina de la seva vida a Nova York i accepta. Cada cop són menys noies al pis i fan un sopar de comiat de la Carla. Durant tot el sopar aniran recordant els moments més importants de les seves vides. Actors convidats: Jordi Pérez, Jordi Brunet i Jordi Soriano, i la col·laboració especial de Mercè Bruquetas i Josep Peñalver. |                             |                  |          |                      |

### Quarta Temporada
| # | Títol en català                | Direcció         | Guió             | Data d'estrena       |
| --- | ------------------------------ | ---------------- | ---------------- | -------------------- |
| 40 | «Com més serem més riurem»     | Sense determinar | Sense determinar | 20 d'abril de 2004   |
| La Sílvia sembla encantada de viure sola al pis. Una nit, de cop i volta, se li omple la casa de gent: El Mario i la Mariona, bojament enamorats, la Diana, esverada perquè creu que té connexions amb extraterrestres, l'Andreu i l'Esther, que tenen un problema amb el nen i finalment arriba la Carla de Nova York, amb un suposat "ligue". Veurem com li prova, a la Sílvia... Actor convidat: Albert Triola.                                                                              |                                |                  |                  |                      |
| 41 | «Control?»                     | Sense determinar | Cesc Gay         | 27 d'abril de 2004   |
| La Fly Fly passa una crisi i durant un vol en què la Sílvia treballa per fer un favor a l'Esther, hi ha un problema tècnic. La Carla i la Sílvia acaben pilotant l'avió i es veuen obligades a fer un aterratge forçós. L'Esther, la Diana i la Mariona els donaran suport, o ho provaran, des de la torre de control. Actors convidats: Victor Pi, Angela Jové, Francesc Pujol, Jordi Gracia, Toni Martinez, Sergi Galera.                                                                     |                                |                  |                  |                      |
| 42 | «Fem un fill?»                 | Sense determinar | Cesc Gay         | 4 de maig de 2004    |
| El Mario proposa a la Mariona de tenir un fill. L'Esther vol deixar la feina per estar més amb el seu fill, està gelosa de la bona relació entre el Josep Maria i l'Andreu. La Sílvia agafa gelosia de la decisió de la Mariona de tenir un fill amb el Mario. La Diana obsessiona el Mario i la Mariona, amb tot el procés per quedar-se embarassada. La Carla és patinadora, excusa que fa servir per lligar...                                                                               |                                |                  |                  |                      |
| 43 | «Compres»                      | Sense determinar | Cesc Gay         | 11 de maig de 2004   |
| La Mariona i el Mario, estan instal·lats al pis de les noies. Tothom s'aprofita de tenir el Mario instal·lat a casa, i el fan servir de cambrer. Ell ja n'esta tip i amb la Mariona decideixen buscar pis, i més ara que ella està embarassada. A la Sílvia li ha petat el cotxe. Entra en la bogeria de canviar-se'l. L'Andreu li vol vendre el que sigui. L'Esther i la Carla trenquen un mirall del bar i comencen a tenir mala sort. Actors convidats: Dr. Soler (Xavier Soler), Joan Cusó. |                                |                  |                  |                      |
| 44 | «Enigmes»                      | Sense determinar | Cesc Gay         | 18 de maig de 2004   |
| La Diana s'instal·la a casa de les noies perquè ha llogat el seu pis a la Mariona i el Mario. La convivència entre la Sílvia, la Diana i la Carla és perfecta fins que apareix el Toni (el peix de la Diana) mort. El Mario i la Mariona van a uns grans magatzems a buscar mobles per al nou pis. Entren en un món desconegut del qual els és impossible trobar la sortida. L'Andreu i l'Esther es fan càrrec del bar. Actors convidats: Claudia López, Miquel Simó, Mercè Pons, Albert Prat.  |                                |                  |                  |                      |
| 45 | «Bateig»                       | Sense determinar | Cesc Gay         | 1 de juny de 2004    |
| La Carla s'adona que no ha fet mai un viatge de fi de curs i vol viure aquesta experiència sigui com sigui. La Sílvia, la Diana i la Mariona li donen suport i s'apunten amb ella a fer un curs de tast de vins. L'Esther vol batejar el Josep Maria. Tot li surt malament. Actors convidats: Anna Güell, Xavier Coromina, Manel Lucas, Fanny Bulló, Peter Gadish. |                                |                  |                  |                      |
| 46 | «No fumis!»                    | Sense determinar | Cesc Gay         | 8 de juny de 2004    |
| La Sílvia vol deixar de fumar sense ajuda externa, ho vol aconseguir només amb la força de la ment. La Carla també s'hi afegeix, però ho farà utilitzant mètodes clàssics: pegats de nicotina, xiclets, etc... Acaben fent una aposta sobre quina de les dues ho aconseguirà. La Mariona i el Mario decideixen separar les seves vides sentimentals i laborals. Actors convidats: Joel Minguet, Paco León.                                                                                      |                                |                  |                  |                      |
| 47 | «Objectius»                    | Sense determinar | Cesc Gay         | 15 de juny de 2004   |
| L'Esther diu a l'Andreu que s'hauria de cuidar una mica més físicament: fer règim, anar al gimnàs, etc... L'Andreu, a contracor, s'apunta al gimnàs on va el Mario, que tot just aprèn a nedar. La Diana diu a les noies que divendres és el seu aniversari. El Mario i l'Andreu, li regalen el que ella demana i queden com uns senyors. Actors convidats: Cristina Gàmiz. |                                |                  |                  |                      |
| 48 | «L'home de la meva vida»       | Sense determinar | Cesc Gay         | 22 de juny de 2004   |
| La Carla es retroba amb una antiga amiga, rival de "ligues" i alhora inicia una relació amb un home que és a punt de casar-se. La Sílvia creu que el Josep Maria té un coeficient intel·lectual molt elevat. L'Andreu, l'Esther, la Mariona i el Mario fan un sopar mensual de parelles, les confessions acabaran essent tema de discòrdia. La Diana vol ser guapa per saber què se sent... Actors convidats: Jordi Boixaderas, Lluïsa Castell.                                                 |                                |                  |                  |                      |
| 49 | «Pur parler»                   | Sense determinar | Cesc Gay         | 29 de juny de 2004   |
| L'Esther va molt justa de diners. En demana a la Carla i la Diana, que s'escaquegen de deixar-n'hi. Aleshores, les convenç per fer tràfic de caviar rus. La Sílvia s'obsessiona amb l'astrologia. La Mariona i el Mario es barallen per l'ordre en què posaran els cognoms al seu fill. L'Andreu els dona la solució. Actors convidats: Joan Matamales, Mariona Masseguer i Artur Sala. |                                |                  |                  |                      |
| 50 | «És clar, és clar, és clar...» | Sense determinar | Cesc Gay         | 6 de juliol de 2004  |
| La Sílvia i la Diana formen un duo musical i l'Esther els fa de mànager. La Carla comença a rebre missatges al mòbil d'algú que sembla un amant seu i decideix tenir una cita per veure si l'identifica. La Mariona té les cames inflades de l‘embaràs i es passa tot el dia asseguda darrere la barra del bar. Actors convidats: Nacho Vidal, Manel Sans i Ramón Giné. |                                |                  |                  |                      |
| 51 | «Una nit amb Prince»           | Sense determinar | Cesc Gay         | 13 de juliol de 2004 |
| A la ràdio se sorteja una entrada per anar a un concert de VIPS de Prince. Totes hi volen anar. Entren en una competició per veure qui se la queda. La Sílvia presidenta de l'escala té reunió, ella intentarà acabar-la de seguida, però... La Carla té una cita amb un cubà. L'Esther pot anar al concert però sembla que té el nen amb febre... Actors convidats: Olga Fibla, Francesc Albiol, Mauricio de la Cruz, Xavi Mañé, Fortià Viñas i Santi Sanper.                                  |                                |                  |                  |                      |
| 52 | «Canvis»                       | Sense determinar | Cesc Gay         | 19 d'octubre de 2004 |
| A casa de les noies és a punt de produir-se un gran canvi: contra tot pronòstic i de la nit al dia, la Sílvia decideix ser mare. Ningú aconsegueix convèncer-la que abandoni aquest propòsit, tot i que li planteja un problema gens senzill de solucionar: com s'ho farà per quedar-se embarassada? Actors convidats: Pep Planas, Emilià Carilla, Agustí Sanllehí, Emilio Pere i Santi Castro.                                                                                                 |                                |                  |                  |                      |

### Cinquena Temporada
| # | Títol en català             | Direcció         | Guió     | Data d'estrena         |
| --- | --------------------------- | ---------------- | -------- | ---------------------- |
| 53 | «Res de res»                | Sense determinar | Cesc Gay | 26 d'octubre de 2004   |
| La Sílvia ja està embarassada d'uns quants mesos i se li nota molt la panxa; no obstant això, no vol acceptar la seva condició d'embarassada i intenta fer vida normal, fins que el cap de personal de la Fly li prohibeix volar en el seu estat. Mentrestant, la Diana entra en contacte amb el màgic món del bricolatge. I a la Mariona li costa anar al lavabo. Actrius convidades: Maria Lanau i Rosa Cadafalch.                                                                                  |                             |                  |          |                        |
| 54 | «Una millor vida»           | Sense determinar | Cesc Gay | 2 de novembre de 2004  |
| La Carla té un malson en el qual somia que es mor. En un primer moment no li dona gaire importància a aquest fet, però el terror l'envaeix quan les seves companyes la convencen que aquest somni és una premonició. Per una altra banda, la Diana decideix donar un tomb a la seva vida: es proposa ajudar els altres col·laborant amb diverses ONG. Actors convidats: Joly One, Jordi Brunet i Miquel Bacardit.                                                                                     |                             |                  |          |                        |
| 55 | «El germanet»               | Sense determinar | Cesc Gay | 9 de novembre de 2004  |
| La Sílvia se'n va a fer un curset de preparació al part a Andorra. Aprofitant aquesta circumstància, el seu germà, que arriba a Barcelona per passar uns dies, s'instal·la a la seva habitació. Aquest personatge és un guaperas brutal que fa ballar el cap a totes les noies. Actor convidat: Fèlix Pons. |                             |                  |          |                        |
| 56 | «Quin pal em fotrà Hisenda» | Sense determinar | Cesc Gay | 16 de novembre de 2004 |
| L'Esther rep una carta d'Hisenda en la qual se l'avisa que s'han trobat irregularitats en la seva darrera declaració de renda. La situació s'agreuja quan, inesperadament, la inspectora que porta el seu cas és una antiga companya de classe a qui sempre escarnia. Mentre, la Diana, en la seva dinàmica de provar coses noves, decideix passar a la història amb la consecució d'un rècord Guiness. I la Carla no vol acceptar la seva sobtada pèrdua de l'oïda. Actriu convidada: Chantal Aimée. |                             |                  |          |                        |
| 57 | «Ajudeu-me!»                | Sense determinar | Cesc Gay | 23 de novembre de 2004 |
| La Diana és l'encarregada de netejar l'interior de la campana extractora de la cuina. Aquesta feina, que en principi sembla ràpida i fàcil de fer, a la Diana li absorbirà molt de temps i moltes altres coses. Per una altra banda, una bàscula que diu el pes porta pel camí de l'amargura la resta de les noies. |                             |                  |          |                        |
| 58 | «Misteris»                  | Sense determinar | Cesc Gay | 7 de desembre de 2004  |
| Durant un vol, la Carla i l'Esther reben senyals visuals d'una formació d'ovnis. Aquest esdeveniment els porta més problemes dels que elles es pensen. Mentrestant, el Mario està amoïnat perquè la Mariona sembla tenir una relació secreta. I la Diana s'obsessiona buscant una càmera digital que ha guanyat en un concurs. Actors Convidats: Joan Anton Rechi, Eli Iranzo, Roger Delmont, Joan Raja i Lluís Ferrer.                                                                               |                             |                  |          |                        |
| 59 | «Trencaments»               | Sense determinar | Cesc Gay | 28 de desembre de 2004 |
| La relació de l'Andreu i l'Esther passa per un moment delicat: l'Andreu, fart que l'Esther el cridi i el mani, se'n va de casa. Per la seva banda, la Carla creu haver trobat per fi el seu home ideal: un tipus guapo i extremadament ric; però li acaba descobrint un defecte: no viu com un ric. Actors convidats: Hamid Krim i Joan Galán. |                             |                  |          |                        |
| 60 | «La salut ho és tot»        | Sense determinar | Cesc Gay | 4 de gener de 2005     |
| Arran de la mort d'una veïna, la Diana comença a obsessionar-se per la salut de les seves amigues: la preocupa la possibilitat de quedar-se sola en aquest món. Per una altra banda, la Carla ha d'assistir a un sopar d'exalumnes en el qual espera recuperar el noi que va ser el seu primer amor. Actors convidats: Xavi Ripoll, Oriol Freixenet, Samuel Quiles, Idoia de Eguía i Ferran Piqué. |                             |                  |          |                        |
| 61 | «Finques Mariona»           | Sense determinar | Cesc Gay | 11 de gener de 2005    |
| La Mariona decideix deixar de treballar al bar i buscar una altra feina. Contra tot pronòstic, troba ràpidament una feina com a venedora de pisos, en la qual ha de demostrar la seva vàlua venent un pis en un temps rècord i no sense dificultats. Per una altra banda, la Diana convenç a l'Andreu perquè es dediquin junts a la pirateria de CD i DVD. Actors convidats: Carles Martínez i Míriam Alemany.                                                                                        |                             |                  |          |                        |
| 62 | «Això no funciona»          | Sense determinar | Cesc Gay | 18 de gener de 2005    |
| La reparació del desguàs embussat de la pica del pis de les noies, problema que en mans d'uns professionals sembla fàcil i ràpid de solucionar, es converteix en un autèntic calvari. D'una altra banda, el Mario considera un dispendi que la Mariona no pari de comprar coses amb els molts diners que està guanyant a la seva nova feina. Actors convidats: Joan Anguera, Olga Fibla, Mehroz Arif i Soren Evinson.                                                                                 |                             |                  |          |                        |
| 63 | «Tot per la tele»           | Sense determinar | Cesc Gay | 25 de gener de 2005    |
| El televisor del pis de les noies s'ha espatllat. Com que no tenen diners per comprar-ne un de nou, les noies, el Mario i l'Andreu decideixen fer veure que els han entrat a robar per, amb el que cobrin de l'asseguradora, comprar televisors de pantalla plana per a tots. Per la seva banda, la Diana té un novio mag que, curiosament, només sembla veure'l ella. És imaginari? Actors convidats: Enric Ases, Manuel Veiga, Josep Mota i Ferran Piqué.                                           |                             |                  |          |                        |
| 64 | «Absències»                 | Sense determinar | Cesc Gay | 1 de febrer de 2005    |
| En un moment que la Mariona passa els dies sencers fora de casa per la feina, el Mario i la Carla decideixen sortir una nit junts. La nit de la cita es produeix una estranya química entre ells que els farà ballar el cap de mala manera. Mentrestant, la Sílvia, farta de viure al camp, torna a Barcelona. I l'Esther, a qui la Sílvia ha fet padrina, s'obsessiona per trobar un palmó per a la seva fillola fora de temporada.                                                                  |                             |                  |          |                        |
| 65 | «Això s'ha acabat!»         | Sense determinar | Cesc Gay | 8 de febrer de 2005    |
| Les noies comencen a veure coses estranyes a casa seva, al bar... no saben què passa fins que, de cop, s'adonen que viuen en un plató de televisió i que elles són tan sols els personatges d'un serial televisiu. Ajudades per un antic personatge conegut, intenten defugir el seu destí de personatges acabats. Actors convidats: Oriol Grau, Joan Ramon Bonet i Roger Rubio. Col·laboració especial: Jordi Bosch i Palacios, Montse Guallar, Pep Anton Muñoz, Ferran Rañé i Jordi Sànchez.        |                             |                  |          |                        |

### Sisena Temporada
| # | Títol en català       | Direcció         | Guió     | Data d'estrena       |
| --- | --------------------- | ---------------- | -------- | -------------------- |
| 66 | «Quarantena»          | Sense determinar | Cesc Gay | 19 de febrer de 2006 |
| Avui és el primer aniversari de la Ramona, la filla de la Sílvia. Encara que aquesta no ho vulgui, l'Esther ha embolicat a tothom per fer una festa por todo lo alto, però per culpa d'un animal exòtic que la Sílvia ha portat a casa, totes cauen víctimes d'una estranya reacció al·lèrgica i han d'estar en quarantena. Podran celebrar l'aniversari...? Segur que tenen al·lèrgia a l'animal...? Actors convidats: Xavier Lite, Gerard Serralabós, Marina Domènec i Ingrid Amadoz. |                       |                  |          |                      |
| 67 | «La substituta»       | Sense determinar | Cesc Gay | 26 de febrer de 2006 |
| La Mariona encara treballa d'agent immobiliària, per la qual cosa el Mario va molt atrafegat al bar i decideix fer proves per agafar un altre cambrer. Troba una cambrera genial! Una dona molt atractiva i eficient. La Mariona, però, creu que té conductes estranyes... La Carla és incapaç de treure's el carnet de conduir i la Sílvia i l'Esther estan disposades a ajudar-la. Actors convidats: Nora Navas, Pep Papell, Jordi Domènech, Marta Altamira, Antonio Palermo, Josep Lorente i Marta Krcmova. |                       |                  |          |                      |
| 68 | «Doble vida»          | Sense determinar | Cesc Gay | 5 de març de 2006    |
| La Diana descobreix que ella no és l'única viuda d'en Rafael...! El Mario i la Sílvia fan una aposta per veure qui lliga més, guanya el Mario, però serà víctima d'una atracció fatal! Actors convidats: Lluïsa Mallol, Clara Segura, Genis Hernández i Olga Blanco. I la col·laboració especial de Muntsa Alcañiz. |                       |                  |          |                      |
| 69 | «Defenses»            | Sense determinar | Cesc Gay | 12 de març de 2006   |
| El Mario fa que l'Andreu entri de ple en la crisi dels 40. El pobre Andreu navega i s'ofega en una crisi existencial. L'Esther, després d'haver estat víctima d'un atracament, li agafa una psicosi i decideix, juntament amb la Carla i la Sílvia, organitzar una patrulla de defensa per posar fi als robatoris. Una mena d'"Angeles de Charlie"... L'Andreu descobreix per un programa de televisió que té un germà! El porta a casa i conviu amb la parella; és tan maca la família... La Carla i la Sílvia creuen que els preus que el Mario els cobra al bar són excessius, la Mariona per la seva banda creu que el Mario com a empresari és un explotador. Totes tres faran servir diferents mètodes per fer que el Mario canviï... Ho aconseguiran? Actors convidats: Olga Fibla, Jordi Gràcia, Ermel Morales, Ricard Sales i Carmen Àlvarez.          |                       |                  |          |                      |
| 70 | «Boicot»              | Sense determinar | Cesc Gay | 19 de març de 2006   |
| L'Andreu descobreix per un programa de televisió que té un germà! El porta a casa i conviu amb la parella. És tan maca la família... La Carla i la Sílvia creuen que els preus que el Mario els cobra al bar són excessius, la Mariona per la seva banda creu que el Mario com a empresari és un explotador. Totes tres faran servir diferents mètodes per fer que el Mario canviï... Ho aconseguiran? Actors convidats: Lluís Xavier Villanueva, Carles Martí i Carme del Conte. |                       |                  |          |                      |
| 71 | «Love is in the air»  | Sense determinar | Cesc Gay | 26 de març de 2006   |
| La Sílvia s'enamora bojament de la Sofia, la comandanta de l'avió, en ple vol a Pequín. L'Esther, la Carla i tot el passatge seran testimonis i víctimes del seu atac de passió. S'acosta la Modern Parade, i la Mariona i el Mario volen modernitzar el bar per fer més caixa i demanen idees a l'Andreu. Tots tres decideixen que la Diana ha de fer-se càrrec de les criatures. Actors convidats: Aurea Màrquez, Sergi Galera, Mònica Ballesteros, Miranda Makaroff, Gerard Serralabós, Marina Domènec i Ingrid Amadoz. |                       |                  |          |                      |
| 72 | «Miratges»            | Sense determinar | Cesc Gay | 2 d'abril de 2006    |
| La Diana es retroba amb una antiga amiga i aquesta li confessa el seu amor. La Diana no sap quins són els seus sentiments vers l'amiga, però feia tant que no agradava a ningú... La Carla no acceptarà que la Diana lligui quan ella fa temps que no ho fa. La Mariona ha d'estar al llit per culpa d'una varicel·la i l'Esther se'n farà càrrec i fa anar el Mario i la Bruna a viure uns quants dies amb l'Andreu i el Josep Maria, segons diu ella, perquè no s' encomanin... Actors convidats: Elena Fortuny, Fran Arráez, Gerard Serralabós i Marina Domènec. |                       |                  |          |                      |
| 73 | «No puc»              | Sense determinar | Cesc Gay | 9 d'abril de 2006    |
| La Carla està bojament enamorada! Fa unes quantes setmanes que surten junts, es diu Santi, és biòleg, i... verge! El Santi diu que vol seguir verge fins que estigui ben segur que ella és la dona de la seva vida. La Carla creu que ell és l'home de la seva vida... La Sílvia vol deixar de tenir mal caràcter, no és un bon exemple per la seva filla, demanarà ajut a la Mariona i l'Andreu que aprofitaran l'excusa per escaquejar-se de netejar. Actors convidats: Toni Gonzàlez, Xavier Lite, Ivan Labanda, Llum Pérez i Ingrid Amadoz. |                       |                  |          |                      |
| 74 | «Tupper sex»          | Sense determinar | Cesc Gay | 23 d'abril de 2006   |
| Encara que totes ho neguin, l'arribada de la primavera té efectes devastadors en les relacions sexuals de les protagonistes: L'Esther té al·lèrgia, el Mario té astènia, la Carla continua amb el Santi, però sense tenir-hi relacions... A més a més la Diana li ofereixen treballar al Tupper sex i necessita que les seves amigues vagin a les reunions... Hi aniran? La Sílvia té un problema, sap que estan prohibides les relacions sexuals entre el personal de la companyia, i està obsessionada que la Fly espia la seva relació amb la Sofia i que perdran la feina. Actors convidats: Àurea Màrquez i Iñigo Aramburu i la col·laboració especial de Ángel Pavlovsky. |                       |                  |          |                      |
| 75 | «The end»             | Sense determinar | Cesc Gay | 30 d'abril de 2006   |
| La relació entre la Sílvia i la Sofia passa per una crisi molt greu... El Santi li confessa a la Carla que ja se sent preparat per mantenir relacions sexuals. La Carla s'angoixa: Anirà bé? Estaran a l'alçada? Les expectatives es compliran?!!! L'Esther vol que l'Andreu parli d'home a home amb el seu fill de sis anys, el Josep Maria, i li expliqui tot el que fa referència al despertar sexual. Actors convidats: Àurea Màrquez, Toni Gonzàlez, Eli Iranzo, Gemma Figueras, Ramon Giné, Gerard Serralabós i Ingrid Amadoz. |                       |                  |          |                      |
| 76 | «Projeccions»         | Sense determinar | Cesc Gay | 7 de maig de 2006    |
| Tots, excepte la Carla, decideixen passar el cap de setmana junts amb les criatures a la muntanya. però la seva intenció es veu frustrada per culpa del mal temps que farà que l'hagin de passar igualment junts, però a casa. Les diferents maneres d'educar i les projeccions de cada família sobre els fills farà que el cap de setmana no sigui tan plàcid com havien previst. La Carla es prepara un càsting per una pel·lícula amb l'ajuda de la Diana. Actors convidats: Carles Sans, Albert Ausellé, Gerard Serralabós, Marina Domènec i Ingrid Amadoz. |                       |                  |          |                      |
| 77 | «De cine»             | Sense determinar | Cesc Gay | 14 de maig de 2006   |
| La Sílvia se'n pot anr de vacances amb la seva filla al Carib, però descobreix que, com a passatgera, té por de volar...! L'Esther i la Carla intentaran ajudar-la perquè ho superi. El Mario és un addicte a la feina, però ho nega davant la Mariona i s'agafa uns quants dies de vacances, seran els pitjors de la seva vida! La Diana està enganxada al cine... Actors convidats: Blanca Pàmpols i Daniela Romero. |                       |                  |          |                      |
| 78 | «Il·lusions perdudes» | Sense determinar | Cesc Gay | 21 de maig de 2006   |
| La relació entre la Mariona i el Mario es troba en un moment plàcid... Potser massa tranquil... Un pelet manòton... Podríem dir que tot va bé, però... massa bé... fins i tot, horrorosament bé... potser caldria sacsejar una mica la vida per no perdre la il·lusió...? Per altra banda, les hostesses de la Fly decideixen ser solidàries i col·laborar amb l'ONG Hostesses en Acció. Què faran? Hores extra sense cobrar? No! Donaran una part del sou? No! Un calendariamb fotografies de les hostesses despullades? Actors convidats: Enric Majó, Albert Faura, Merche Garrido i Marina Domènec. |                       |                  |          |                      |
| 79 | «Rivals»              | Sense determinar | Cesc Gay | 28 de maig de 2006   |
| La Sílvia necessita parella per un concurs de balls de saló i tria l'Andreu. Amb l'ajuda de la Diana intentaran convertir-lo en un Fred Astaire. La Carla i l'Esther decideixen presentar-se a Miss Fly. Qui guanyarà? La Mariona i el Mario no es posen d'acord en com s'han de repartir les propines del bar... Actors convidats: Josep Costa, Miquel Simó, Carles Borras i Gerard Serralabós. |                       |                  |          |                      |
| 80 | «L'estrella»          | Sense determinar | Cesc Gay | 4 de juny de 2006    |
| La Mariona decideix provar sort com a periodista sensacionalista de TV local i manipula imatges del seu entorn i crea una crisi entre les amigues. L'Andreu té un sopar de feina amb uns japonesos amb possibilitats d'aconseguir un ascens laboral, l'Esther farà tots els possibles perquè l'aconsegueixi. La Ramona arriba amb una rascadeta de la guarderia i Sílvia vol descobrir "l'agressor", company de guarderia de la Ramona. Actors convidats: Jordi Sànchez, Motokazu Kawamura i Ingrid Amadoz. |                       |                  |          |                      |
| 81 | «Reencarnacions»      | Sense determinar | Cesc Gay | 25 de juny de 2006   |
| Últim capítol de Jet Lag. Suposem que han passat més de cinquanta anys. L'Esther i l'Andreu s'han fet okupes? Tenen cinc fills més? O s'han dedicat a la venda de cotxes il·legals? La Mariona i el Mario encara tenen el bar? Han muntat una botiga de calces i sostenidors? O viuen de la Bruna en una casa a Miami Beach? El Toni segueix sent el rei per la peixera? S'ha fet nòvio del Willy? O viu en una font de la plaça Catalunya? La Sílvia aconsegueix tenir més mala llet? Pilota avionetes per a dones a Marbella? O viu retirada cuidant bonsais en silenci a Tarragona? La Carla ha sucumbit al matrimoni amb un músic de la Rambla? S'ha tallat els cabells al zero? O té un harem a l'Aràbia Saudita? La Diana s'ha fet empresària? Viu al mateix pis de la Rambla? O s'ha fet hacker? I el més important: s'acabarà tot? O durarà per sempre? |                       |                  |          |                      |